# کوین رام
کوین رام (انگلیسی: Kevin Rahm؛ زادهٔ ۷ ژانویهٔ ۱۹۷۱) یک هنرپیشه اهل ایالات متحده آمریکا است.
از فیلم‌ها یا برنامه‌های تلویزیونی که وی در آن نقش داشته است می‌توان به الفی، قاضی امی،  لژیون آتش اشاره کرد.